# Pterilosis
| cefálico humeral alar ventral espinal femoral crural caudal |

Pterilosis: distribución de los pterilos y sus nombres.

Pterilosis es el patrón de la distribución de los pterilos o áreas plumosas en la piel de las aves, que se ubican en posiciones determinadas separados por espacios sin plumas de contorno llamados apterios. En algunos grupos, como en los ratites, pingüinos y chajáes, las plumas se distribuyen uniformemente sin apterios intercalados. La distribución y la forma de los pterilos se usaron para establecer la clasificación de las distintas familias de aves y la determinación de sus relaciones evolutivas.
Los pterilos se nombran según la parte del cuerpo que cubran y son: cefálico, humeral, alar, ventral, espinal, femoral, crural y caudal.
Los patrones pueden variar con el paso de jóvenes a adultos como ocurre en algunas aves no voladoras en que sólo los jóvenes suelen tener apterios. La mayoría de las aves nacen con el cuerpo más o menos cubierto totalmente con plumón, pero muchas nacen desnudas. El plumón y las filoplumas pueden crecer esparcidas en los apterios. Al salirles las plumas suelen perder el plumón. Muchas aves en edad adulta mantienen plumón y filoplumas, intercalados y alrededor de las plumas, como en los cisnes.